# Hockey sur glace aux Jeux asiatiques d'hiver de 1999
Navigation
Harbin 1996 Aomori 2003
Les tournois de Hockey sur glace aux Jeux asiatique d'hiver de Gangwon ont eu lieu du 30 janvier 1999 au 6 février 1999.
Le Kazakhstan remporte le tournoi masculin, son deuxième consécutif.
La Chine s'impose dans le tournoi féminin, son deuxième consécutif.

## Tournoi masculin

### Premier tour
Les deux premiers de chaque groupe se qualifient pour la poule finale.

#### Groupe A
|  | Corée du Sud | 14-1 (6-1 ; 2-0 ; 6-0)   | Mongolie   | Gangwon |
|  | Corée du Sud | 1-12 (0-5 ; 0-3 ; 1-4)   | Kazakhstan | Gangwon |
|  | Kazakhstan   | 40-0 (7-0 ; 12-0 ; 21-0) | Mongolie   | Gangwon |

|   | Équipe       | PJ | V | N | D | Pts | Bp. | Bc. | Diff. |
| - | ------------ | -- | - | - | - | --- | --- | --- | ----- |
| 1 | Kazakhstan   | 2  | 2 | 0 | 0 | 4   | 52  | 1   | +51   |
| 2 | Corée du Sud | 2  | 1 | 0 | 1 | 2   | 15  | 13  | +2    |
| 3 | Mongolie     | 2  | 0 | 0 | 2 | 0   | 1   | 54  | -53   |

#### Groupe B
|  | Japon | 44-1 (15-0 ; 11-1 ; 18-0) | Koweït | Gangwon |
|  | Chine | 35-0 (15-0 ; 15-0 ; 5-0)  | Koweït | Gangwon |
|  | Japon | 7-0 (1-0 ; 2-0 ; 4-0)     | Chine  | Gangwon |

|   | Équipe | PJ | V | N | D | Pts | Bp. | Bc. | Diff. |
| - | ------ | -- | - | - | - | --- | --- | --- | ----- |
| 1 | Japon  | 2  | 2 | 0 | 0 | 4   | 51  | 1   | +50   |
| 2 | Chine  | 2  | 1 | 0 | 1 | 2   | 35  | 7   | +28   |
| 3 | Koweït | 2  | 0 | 0 | 2 | 0   | 1   | 79  | -78   |

### Match pour la cinquième place
|  | Mongolie | 5-4 ap (0-3 ; 4-0 ; 0-1 ; 1-0) | Koweït | Gangwon |

### Poule finale
|  | Corée du Sud | 1-12 1 (0-5 ; 0-3 ; 1-4) | Kazakhstan | Gangwon |
|  | Japon        | 7-0 1 (1-0 ; 2-0 ; 4-0)  | Chine      | Gangwon |
|  | Kazakhstan   | 12-2 (5-0 ; 5-2 ; 2-0)   | Chine      | Gangwon |
|  | Corée du Sud | 1-13 (0-5 ; 0-2 ; 1-6)   | Japon      | Gangwon |
|  | Kazakhstan   | 1-1 (0-0 ; 0-0 ; 1-1)    | Japon      | Gangwon |
|  | Corée du Sud | 2-7 (0-3 ; 1-4 ; 1-0)    | Chine      | Gangwon |

1 Note : Matchs du premier tour comptabilisés dans le classement de la poule finale.
|                    | Équipe       | PJ | V | N | D | Pts | Bp. | Bc. | Diff. |
| ------------------ | ------------ | -- | - | - | - | --- | --- | --- | ----- |
| Médaille d'or      | Kazakhstan   | 3  | 2 | 1 | 0 | 5   | 25  | 4   | +21   |
| Médaille d'argent  | Japon        | 3  | 2 | 1 | 0 | 5   | 21  | 2   | +19   |
| Médaille de bronze | Chine        | 3  | 1 | 0 | 2 | 2   | 9   | 21  | -12   |
| 4                  | Corée du Sud | 3  | 0 | 0 | 3 | 0   | 4   | 32  | -28   |

### Classement final
|                    | Équipe       |
| ------------------ | ------------ |
| Médaille d'or      | Kazakhstan   |
| Médaille d'argent  | Japon        |
| Médaille de bronze | Chine        |
| 4                  | Corée du Sud |
| 5                  | Mongolie     |
| 6                  | Koweït       |

## Tournoi féminin
|  | Corée du Sud | 1-17 (0-6 ; 0-5 ; 1-6)  | Kazakhstan | Gangwon |
|  | Chine        | 6-1 (2-0 ; 1-0 ; 3-1)   | Japon      | Gangwon |
|  | Corée du Sud | 1-15 (0-5 ; 1-4 ; 0-6)  | Chine      | Gangwon |
|  | Japon        | 2-1 (1-1 ; 0-0 ; 1-0)   | Kazakhstan | Gangwon |
|  | Chine        | 10-2 (1-0 ; 3-0 ; 6-2)  | Kazakhstan | Gangwon |
|  | Corée du Sud | 0-25 (0-7 ; 0-13 ; 0-5) | Japon      | Gangwon |

|                    | Équipe       | PJ | V | N | D | Pts | Bp. | Bc. | Diff. |
| ------------------ | ------------ | -- | - | - | - | --- | --- | --- | ----- |
| Médaille d'or      | Chine        | 3  | 3 | 0 | 0 | 6   | 31  | 4   | +27   |
| Médaille d'argent  | Japon        | 3  | 2 | 0 | 1 | 4   | 28  | 7   | +21   |
| Médaille de bronze | Kazakhstan   | 3  | 1 | 0 | 2 | 2   | 20  | 13  | +7    |
| 4                  | Corée du Sud | 3  | 0 | 0 | 3 | 0   | 2   | 57  | -55   |